# Freiheit

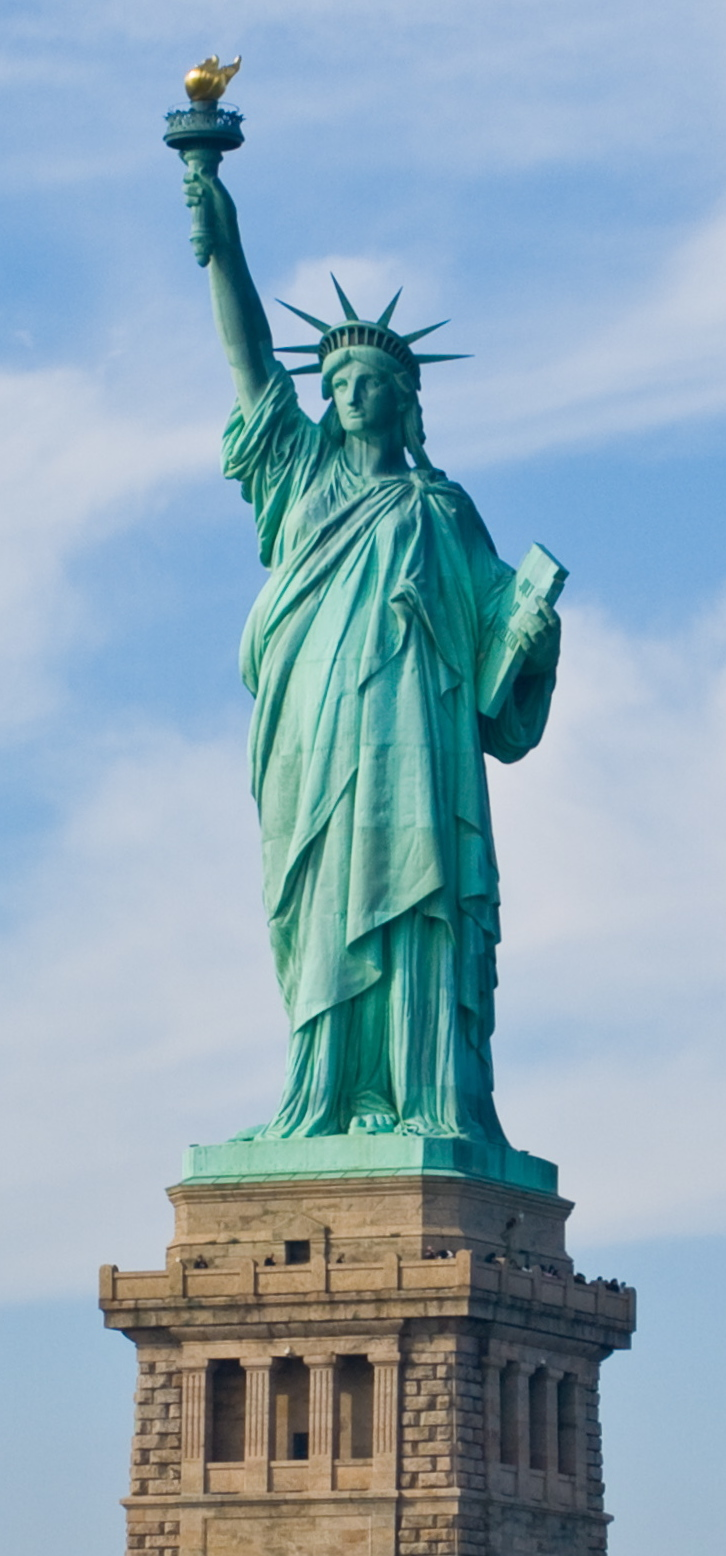
Die Freiheitsstatue

Freiheit (lateinisch libertas) wird in einem weiten Sinn als die Möglichkeit verstanden, ohne Zwang zwischen unterschiedlichen Optionen auszuwählen und entscheiden zu können. Der Begriff benennt in Philosophie, Politikwissenschaft, Theologie und Recht der Moderne allgemein einen Zustand der Autonomie eines Subjekts. Freiheitsbegriffe befinden sich ständig in Diskussion und damit in einem permanenten Wandel und umfassen jeweils gleichzeitig psychologische, soziale, kulturelle, religiöse, politische und rechtliche Dimensionen. Freiheit gehört zu den zentralen Begriffen der Ideengeschichte.

## Wortherkunft
Das Wort „Freiheit“ ist das Abstraktum zum Adjektiv „frei“, das sich aus dem indogermanischen Wurzelnomen (ig.) *per(e)i- „nahe, bei“ (= „das, was bei mir ist“, das persönliche Eigentum) entwickelt hat. Etymologischen Vermutungen zufolge hat es seine heutige Bedeutung über das germanische *frī-halsa = „jemand, dem sein Hals selbst gehört“, der also über seine Person selbst verfügen kann, erhalten. Ebenfalls aus der indogermanischen Wurzel lässt sich herleiten, dass jemand, der frei ist, zu einer Gemeinschaft von einander Nahestehenden und Gleichberechtigten gehört, zwischen denen ein friedlicher Zustand herrscht und die diesen inneren Frieden gemeinsam gegen Übergriffe von Dritten verteidigen. Somit wäre „Freiheit“ als Rechtsstatus nach damaligem Verständnis relativ zu einer Gruppe und an die Bereiche gebunden, in denen diese normative Herrschaft ausübt.

## Unterscheidungen

Eugène Delacroix – Die Freiheit führt das Volk

Am grundlegenden Begriff der Freiheit können zahlreiche Aspekte unterschieden und separat behandelt werden. Für philosophische und politische Debatten stellt die Unterscheidung oder Nichtunterscheidung oft ein Problem oder eine bewusst eingesetzte Strategie dar. Die Freiheit, sich für oder gegen eine Handlung entscheiden zu können, und ihre Beschränkung durch Regeln sowie durch Entscheidungen, Ansprüche, Interessen oder Handlungen anderer sind eng mit der Frage der Legitimität des eigenen Handelns und des Beschränkens fremden Handelns verbunden.

### Wollen und Handeln
In der abendländischen Rechtstradition ist der Begriff der Handlungsfreiheit zentral: Das Handeln einer Person gilt als frei, wenn es dem Willen dieser Person entspricht. Die Handlungsfreiheit kann von äußeren Umständen (wie Zwang durch Andere) beschränkt oder aufgehoben werden. Sie kann aber auch von inneren – in der handelnden Person selbst liegenden – Umständen wie etwa einer körperlichen Lähmung oder einer psychischen Erkrankung beeinträchtigt werden. Rechtliche Probleme ergeben sich, wenn eine Person zwar einen „natürlichen Willen“ hat, aber Grund zur Annahme besteht, dass sich dieser zum Beispiel wegen einer psychischen Störung, von dem mutmaßlichen „freien“ Willen unterscheidet.
Die Frage, ob der Wille des Menschen im Grunde frei oder determiniert ist, sich also automatisch in der Kette von Kausalereignissen ergibt, ist Gegenstand lang andauernder philosophischen Debatten über die Willensfreiheit (siehe Geschichte des Freien Willens und Praktische Freiheit). In der Diskussion werden die äußere Natur, die naturgegebenen Interessen der Handelnden und ihre Wünsche und Absichten, die auch durch gezielte oder ungezielte Beeinflussung hervorgerufene sein können, in verschiedene Verhältnisse zum tatsächlichen Handeln gestellt. Zum einen wird die Frage untersucht, ob menschliches Wollen und Handeln ganz oder zum Teil naturgesetzlich vorherbestimmt sind, und also damit heteronom, oder ob sie spontan und/oder autonom sind. Zum anderen ist vor allem die Frage der Verantwortlichkeit bedeutend. Diese beiden Fragen, ob der Wille das Handeln bestimmt oder auch nur bestimmen kann, und unter welchen Voraussetzungen eine Person ethisch verantwortlich ist, werden zunehmend unabhängig voneinander behandelt.

### Freiheit in der Gemeinschaft
Ebenfalls von rechtlicher, politischer und philosophischer Bedeutung ist die Unterscheidung zwischen positiver und negativer Freiheit, die sich nur zum Teil mit der Unterscheidung von inneren und äußeren Beschränkungen der Handlungsfreiheit deckt. Sie ist vor allem sozialphilosophisch aufgeladen. Die Unterscheidung findet sich schon bei Aristoteles, sie ist aber über die Tradition von Thomas Hobbes und Immanuel Kant zentrales Element des Liberalismus auch im 20. Jahrhundert geworden, dessen Hauptanliegen politische Selbstbestimmung, Schutz des Individuums und Freiheit des Wirtschaftshandelns (als Voraussetzung eines allgemeinen Wohlstandszuwachses und einer daraus resultierenden erweiterten Handlungsfähigkeit) sind. Negative Freiheit (Freiheit von etwas) bezeichnet einen Zustand, in dem keine von der Regierung, der Gesellschaft oder anderen Menschen ausgehenden Zwänge ein Verhalten erschweren oder verhindern; Positive Freiheit (Freiheit zu etwas) bezeichnet die Möglichkeit der Selbstverwirklichung, insbesondere der demokratischen Selbstregierung einer Gemeinschaft. Einige Sozialwissenstheoretiker wie Ralf Dahrendorf lehnen diese Begriffe von Freiheit ab und vertreten stattdessen das Konzept einer einzigen sozialen Freiheit. Diese wird definiert als Abwesenheit externer sozialer Beschränkungen und dem Vorhandensein zumindest eines notwendigen Minimums an sozialen Handlungsressourcen.

### Positive und negative Freiheit
Im Allgemeinen wird auch bürgerlich-rechtlich die positive Freiheit von der negativen unterschieden. Die positive Freiheit (nicht zu verwechseln mit dem Positivismus) meint die Freiheit zu etwas, bspw. das Recht des Bürgers auf Bewegungsfreiheit oder Meinungsfreiheit. Negative Freiheit hingegen bezeichnet die Freiheit von etwas, bspw. von staatlicher Intervention im persönlichen oder künstlerischen Bereich. Jan Schapp gibt der „populären“ Unterscheidung von positiver und negativer Freiheit angesichts einer bis dahin strittigen Diskussion einen juristisch handhabbaren Sinn.

### Andere Aspekte
Individuelle und kollektive FreiheitFreiheiten von Individuen (zum Beispiel Meinungsfreiheit, Pressefreiheit) und die Freiheit eines Kollektivs (zum Beispiel eines Landes von einer Besatzungsmacht).
Innere und äußere FreiheitWährend äußere Freiheit eine soziale Größe ist und rechtliche, soziale und politische Umstände umfasst, beschreibt innere Freiheit einen Zustand, in dem der Mensch seine eigenen „inneren“ ihm zur Verfügung stehenden Möglichkeiten und Anlagen nutzt und dabei auch von inneren Zwängen wie Trieben, Erwartungen, Gewohnheiten, Rollenmustern, Konventionen, Moralvorstellungen und Ähnliches frei ist und stattdessen rational auswählt (Souveränität). Als Schlüssel zur inneren Freiheit versteht man heute vor allem Erziehung und Bildung.
Persönliche Freiheit, souveräne Freiheit und bürgerliche FreiheitPersönliche (negative) Freiheit bedeutet, dass jemand nicht unter Zwang steht, in seinen Handlungen nicht durch andere eingeschränkt oder bestimmt ist; souveräne (positive) Freiheit heißt, nach freiem Willen handeln und somit über sich selbst und über andere Macht ausüben zu können; mit bürgerlicher Freiheit ist die Teilhabe an gesellschaftlich-politischer Macht gemeint.

## Schlaglichter der Ideengeschichte der Freiheit

### Antike

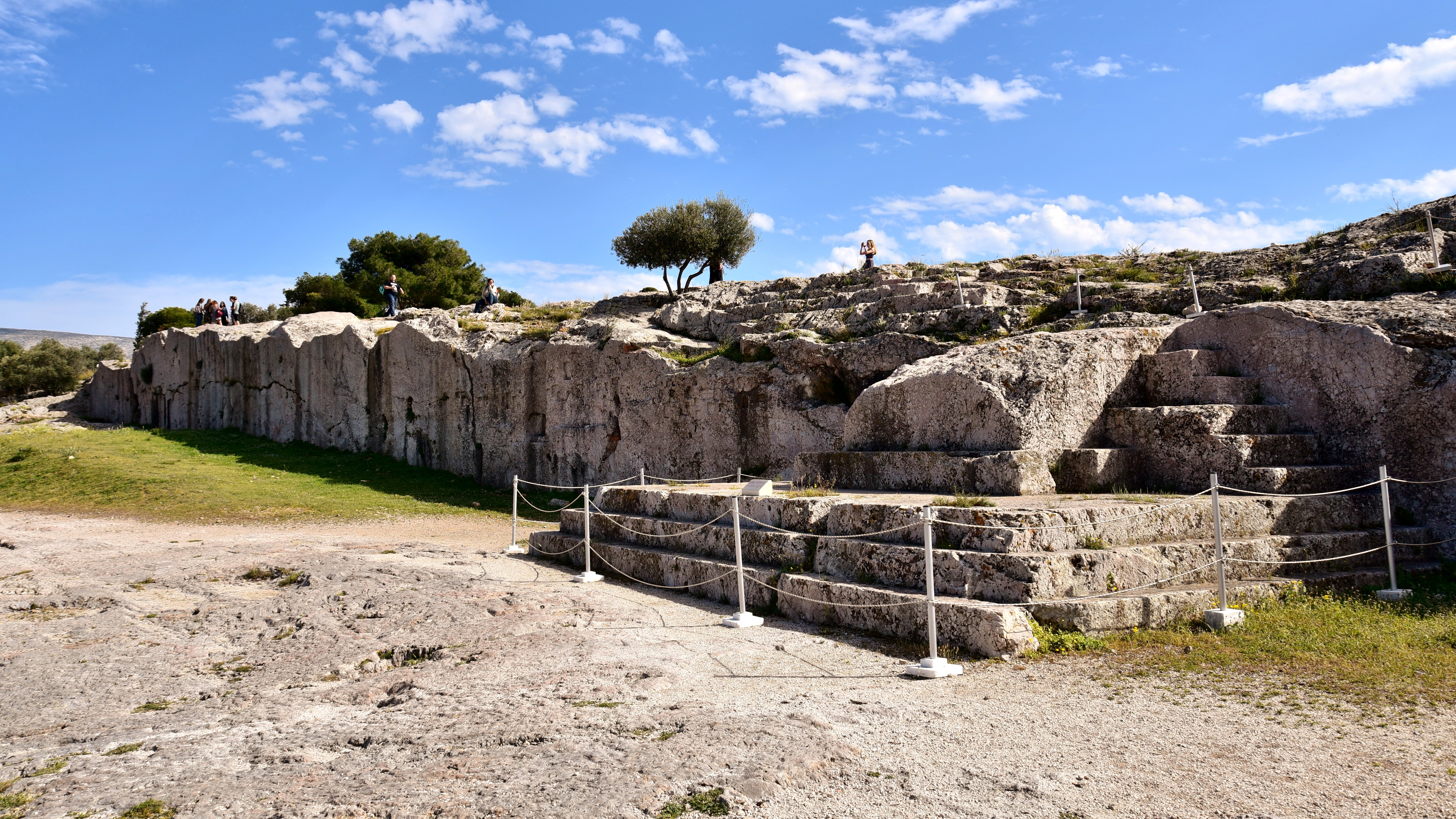
Der Versammlungsplatz der Attischen Demokratie, der Pnyx in Athen

Für die griechisch-römische Antike war politisch-rechtliche Freiheit (Libertas) kein Gut für alle Menschen, sondern ein Privileg der Gebildeten und der Oberschichten, denen die unfreien Sklaven und unterworfenen fremden Völker gegenüberstanden. Lediglich die Stoa entwickelte ein sehr weitgehendes Verständnis von Freiheit, indem sie erstmals historisch fassbar die Sklaverei verurteilte, das aber eher philosophisch und auf den Einzelnen bezogen war, nicht jedoch politisch. Freiheit war vor allem individuelle Freiheit von den Zwängen der Welt. Gleichwohl stellt die Entwicklung der Demokratie im klassischen Athen einen großen kulturellen Bruch und Meilenstein der historischen und politischen, aber auch ideellen Entwicklung dar. Aristoteles brachte es in Politik auf den Punkt, Freiheit sei „leben zu können wie man will: denn dies, sagt man, sei der Freiheit eigenthümlich […] Nach diesen Grundgedanken und nach diesem Principe ergeben sich folgende als demokratische Institutionen: Alle Magistrate werden aus allen gewählt. Alle herrschen über Jeden, und Jeder wieder abwechselnd über Alle. Die Staatsämter werden durchs Loos besetzt“.
Demgegenüber hat das Volk Israel sehr früh die Befreiung aus Sklaverei und fremder Oberherrschaft zu einem auch politischen Thema gemacht. Wenn im Pessachfest der Befreiung aus Ägypten gedacht wurde, dann steckte darin sowohl eine Kritik an aller ungezügelten Machtausübung als auch die grundsätzliche Anerkennung der Freiheit als eines politischen Grundrechtes für alle Angehörigen des Volkes. Trotzdem wurden in Israel – ebenso wie in anderen antiken Hochkulturen auch – Sklaven gehalten.
Das junge Christentum hat die Vorstellungen des Judentums zum Thema Freiheit zwar übernommen, aber eschatologisiert, d. h. zu einer Kategorie der „zukünftigen Welt“ gemacht. Der Begriff Freiheit (Eleutheria) beschreibt im Neuen Testament vor allem eine religiöse Qualität. Angesichts der bevorstehenden Parusie (Wiederkehr) ihres auferstandenen Herrn Jesus Christus schien jede politische Veränderung der Welt zunächst sinnlos. Es ging jetzt eher darum, im stoisch-hellenistischen Sinne „innerlich“ frei zu werden von den Zwängen der untergehenden Welt. Der Apostel Paulus hat das stoische Freiheitsverständnis aufgreifend christlich formuliert, der Christ sei im religiösen Sinne frei von Gesetz, Sünde und Tod (Römerbrief, Kapitel 6–8). In diesem „inneren“ Sinne ist auch der Satz aus dem Galaterbrief des Paulus zu verstehen, dass alle Menschen in Christus gleich und damit frei seien (Gal 3, 26–28): „Für die Freiheit hat uns Christus befreit, darum … lasst euch nicht wieder unter ein Joch der Knechtschaft bringen“. (Gal 5,1)
Da wahre Freiheit nur im Glauben an Jesus Christus zu finden sei (vgl. Joh 8, 32, 8,34 und 8,36), riet Paulus christlichen Sklaven, sich nicht gegen (christliche) Herren zur Wehr zu setzen (I Kor. 7, 21-24). Im Philemonbrief bat Paulus allerdings einen christlichen Sklavenhalter, seinen Sklaven Onesimus christlich zu taufen und ihn als Glaubensbruder in die Freiheit zu entlassen (Phlm 11).

### Mittelalter
Wie im Altertum standen auch im Mittelalter große Teile der Bevölkerung als Sklaven oder Leibeigene im Eigentum anderer Menschen. Eigentümer waren entsprechend dem hohen Arbeitsaufkommen in der Landwirtschaft zumeist große Landbesitzer und somit regelmäßig Aristokraten. Von dieser sozialen Wirklichkeit ausgehend wurde Freiheit somit entweder als die Freiheit von einem Herren verstanden, also die Abwesenheit von Sklaverei/Leibeigenschaft oder als Freiheit des Herren, als die Freiheit, Sklaven/Leibeigene besitzen zu können. Bereits im Mittelalter entwickelten sich verschiedene Vorstellungen davon, wessen Freiheiten wie weit gehen könnten. Zentrales Dokument ist die Magna Carta Libertatum.
Gegen die Sklaverei und mit Bezug auf seinen Verstand protestiert Eike von Repgow (gest. 1233) in seinem Sachsenspiegel mit den Worten.: „Als man zum ersten Male Recht setzte, da gab es noch keinen Dienstmann und waren alle Menschen freie Leute… Ich kann es auch mit meinem Verstande nicht für Wahrheit halten, dass jemand das Eigentum eines anderen Menschen sein soll“.
Von Martin Luther stammt an der Grenze zwischen ausgehendem Mittelalter und Neuzeit die Denkschrift Von der Freiheit eines Christenmenschen, die dem Christen eine Stellung zwischen Knecht und Herrn zuweist: In Christus sind alle Menschen frei, aber diese Freiheit ist durch die Liebe bzw. die Verantwortung für den Mitmenschen gebunden. Friedrich Schiller ließ die Idee der Freiheit auch in seinen Werken über Freiheitskämpfer des ausgehenden Mittelalters, wie zum Beispiel in Wilhelm Tell und Die Räuber zu Worte kommen.

### Aufklärung

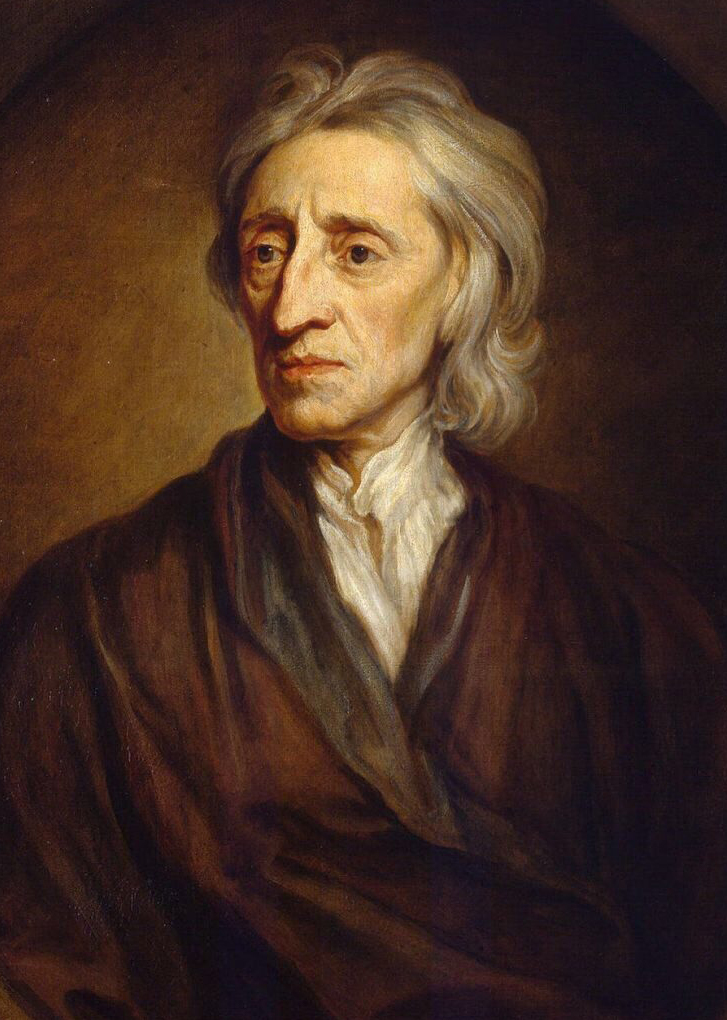
John Locke

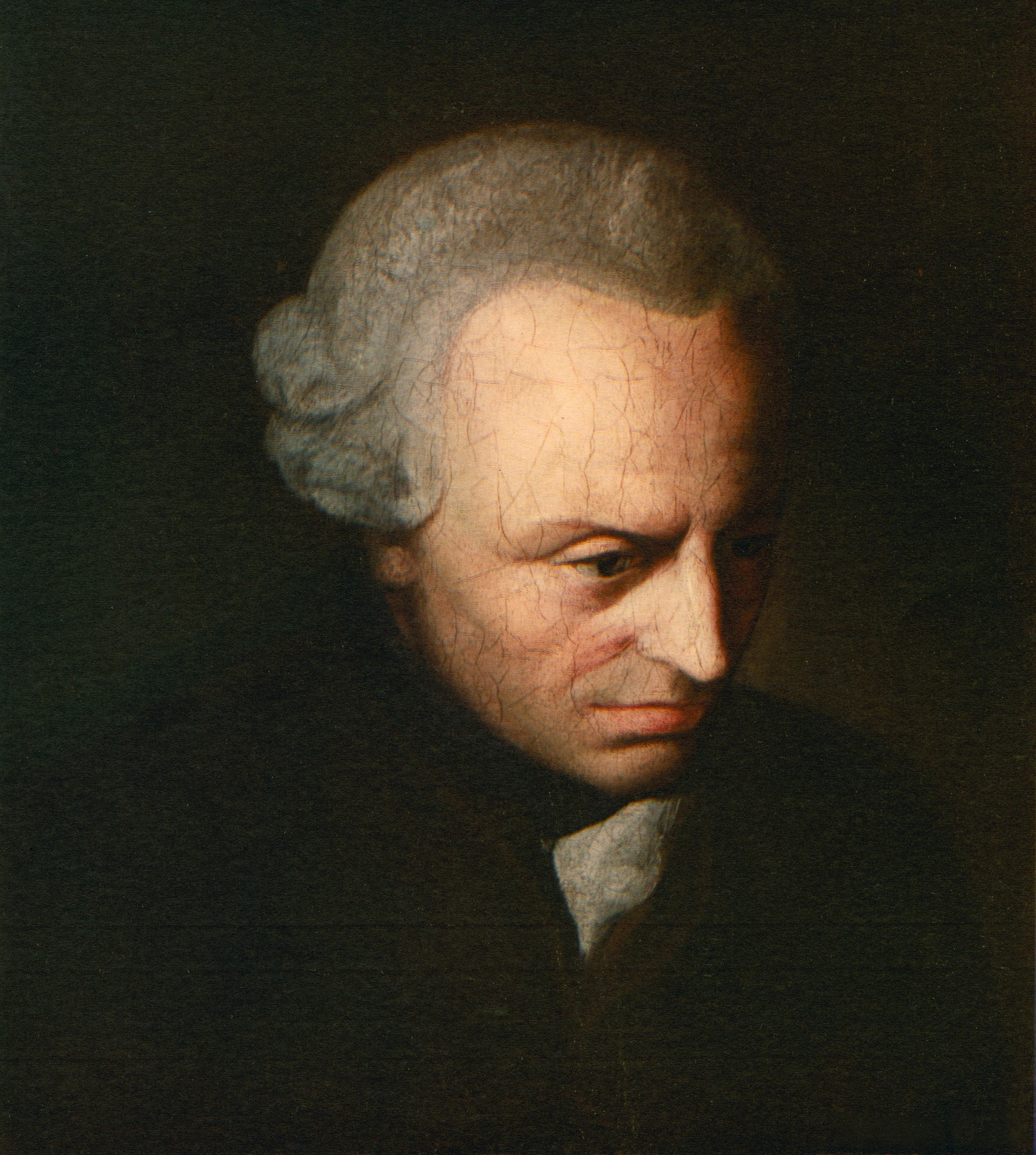
Immanuel Kant

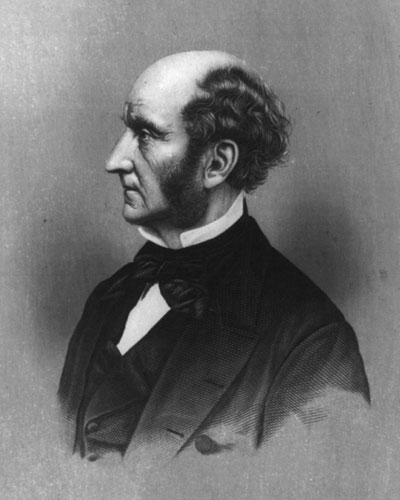
John Stuart Mill

Der Freiheitsbegriff, der dem heutigen Verständnis zugrunde liegt, wurde im Zeitalter der Aufklärung entwickelt. Die Aufklärung beinhaltet einen intellektuellen Aspekt, nämlich die Befreiung von Dogmen und Vorurteilen. Laut Kant folgt daraus der „Ausgang des Menschen aus seiner selbstverschuldeten Unmündigkeit“.
Der politische Aspekt ist, dass die in der Renaissance entstandene Gesellschaft einen neuen Freiheitsgedanken im Bürgertum hervorbrachte und beflügelte. Er zielt vor allem ab auf eine Trennung von Staat und Kirche, eine Begrenzung des Staates durch bürgerliche Grundrechte, die Kontrolle der Staatsgewalt durch Gewaltenteilung, die Ablösung des Gottesgnadentums zur Legitimierung der feudalen Herrschaftsverhältnisse, letztlich auf eine Rückbindung des Bewusstseins und der Interessen der Menschen an die Demokratie.
John Locke (1632–1704) postulierte Leben, Freiheit und Eigentum als unveräußerliche Rechte des Bürgers. In Two Treatises of Government (1690) erklärt er den Naturzustand für den „Zustand vollkommener Freiheit, innerhalb der Grenzen des Naturgesetzes seine Handlungen zu lenken und über seinen Besitz und seine Person zu verfügen, wie es einem am besten scheint – ohne jemandes Erlaubnis einzuholen und ohne von dem Willen eines anderen abhängig zu sein.“
Voltaire (1694–1778) wird ein Ausspruch nachgesagt, der das Prinzip der Meinungsfreiheit nennt:

„Ich bin nicht Eurer Meinung, aber ich werde darum kämpfen, dass Ihr Eure Meinung ausdrücken könnt.“

Nach dem Freiheitsbegriff Immanuel Kants ist Freiheit nur durch Vernunft möglich. Ohne Vernunft folgt der Mensch seinen Trieben wie ein Tier. Kraft seiner Vernunft ist der Mensch in der Lage, das Gute zu erkennen und sein eigenes Verhalten daran pflichtgemäß auszurichten (siehe: kategorischer Imperativ). Da nach Kant nur der sich bewusst pflichtgemäß, also moralisch verhaltende Mensch frei ist, sind „freies Handeln“ und „moralisches Handeln“ bei Kant ebenso Synonyme wie der freie Wille und der gute Wille. Der Freiheitsbegriff Kants macht Freiheit und Pflicht zu Synonymen. Nur die pflichtgemäße Entscheidung ist auch eine freie Entscheidung und umgekehrt. Damit schließt Kants Freiheitsbegriff reine „Lustentscheidungen“ vollständig aus dem Freiheitsbegriff aus. Die Freiheit zu tun, was man will ist genau das Gegenteil davon, zu tun, wozu man Lust verspürt, weil die Lust den Menschen genau von der eigenen Freiheitsentfaltung abhält. Zudem benötigt der Freiheitsbegriff nach Kant keine Wahlfreiheit, weil es nicht darauf ankommt, dass verschiedene Möglichkeiten zur Auswahl stehen. Auch wenn nur eine Handlungsoption besteht, ist der Mensch frei, solange er die Wahrnehmung dieser Option Kraft seiner Vernunft als richtig (gut) erkannt hat. Trotz dieser Radikalität, die insbesondere von Zeitgenossen Kants als intuitiv nicht gut nachvollziehbar empfunden wurde, dürfte die kantsche Freiheitsdefinition die ideengeschichtlich erfolgreichste, weil wirkungsmächtigste Festlegung des Freiheitsbegriffs sein. Sie hat unter anderem Eingang in sämtliche großen Kodifikationen des 19. Jahrhunderts gefunden. Entscheidend ist, dass der Mensch zwar vollständig verantwortlich ist, sich pflichtgemäß zu verhalten, dass aber niemand anders diese Pflicht zu setzen vermag, weil nur das Individuum entscheiden kann, was es selbst als Kraft der eigenen Vernunft als gut erkennt und anerkennt.

„Niemand kann mich zwingen auf seine Art (wie er sich das Wohlsein anderer Menschen denkt) glücklich zu sein, sondern ein jeder darf seine Glückseligkeit auf dem Wege suchen, welcher ihm selbst gut dünkt, wenn er nur der Freiheit Anderer, einem ähnlichen Zwecke nachzustreben, die mit der Freiheit von jedermann nach einem möglichen allgemeinen Gesetze zusammen bestehen kann, (d.i. diesem Rechte des Andern) nicht Abbruch thut.“

System der natürlichen Freiheit (englisch system of natural freedom): Dieses einfache System ist eine von Adam Smith (1723–1790) vorgeschlagene Gesellschaftsordnung („obvious and simple system of natural liberty“). Seine Theorien über die unsichtbare Hand des Marktes („invisible hand“) gelten als geistige Grundlage der freien Marktwirtschaft.

### 19. und 20. Jahrhundert
Freiheit, Gleichheit, Brüderlichkeit (französisch: liberté, égalité, fraternité) waren die Ideale der Französischen Revolution. In der Erklärung der Menschen- und Bürgerrechte von 1789 wurde das Gottesgnadentum abgeschafft, und die Souveränität im Staat ging auf das Volk über.
Georg Wilhelm Friedrich Hegel hat „Freiheit“ beschrieben als eine Phase ohne Zwang (insoweit etwa entsprechend dem Begriff negativer Freiheit), aber unter „Einsicht in die Notwendigkeit“. Die von Hegel geforderte Einsicht in die Notwendigkeit bedeutet nicht die Unterordnung unter eine fremd definierte, insbesondere obrigkeitsstaatliche Notwendigkeit, die man nur einzusehen brauche. Die geforderte Einsicht in die Notwendigkeit hat eine innere und eine äußere Perspektive. Die innere Perspektive besagt, dass Freiheit nicht bedeutet, als Person naturwissenschaftlich undeterminiert zu sein, sondern sich über die Art der Determiniertheit mit Vernunft auch im Sinne Kants bewusst zu werden. Je mehr ein Mensch versteht, wie er selbst denkt und handelt, letztlich funktioniert, umso eher kann er sich von den ungewünschten Arten der Determiniertheit befreien und die gewünschten dann aufgrund einer freien Entscheidung bestehen lassen. In dieser inneren Perspektive ähnelt Hegel den Deterministen, für welche die Determiniertheit des Menschen nicht Grenze, sondern Voraussetzung von Freiheit ist. Es gibt bei Hegel aber auch die viel kritisierte und gerade von autoritären Regimen oft missbrauchte äußere Perspektive, wonach die Beschränktheit der weltlichen Möglichkeiten keine Freiheitseinschränkung darstelle. Vielmehr seien die weltlichen Notwendigkeiten gegeben und die Freiheit entfalte sich von vornherein nur innerhalb dieser Gegebenheiten. In dieser äußeren Perspektive ähnelt Hegels Ansatz demjenigen der Existentialisten, auch wenn diese gerade das geistige Überwinden der Gegebenheiten als Ausdruck der Freiheit verstehen. In der von Karl Marx und Friedrich Engels begründeten Philosophie des Dialektischen Materialismus wird der Hegelsche Freiheitsbegriff im Sinne der Einsicht in die Notwendigkeit übernommen. Das Reich der Notwendigkeit, das nach Marx auch die menschliche Arbeit beinhaltet, soll seine dialektische Aufhebung in einer kommunistischen Utopie, dem erstrebenswerten Reich der Freiheit erfahren.
In seiner bekanntesten Schrift On Liberty (dt.: „Über die Freiheit“) setzt der britische Philosoph und Nationalökonom John Stuart Mill das Limit,

„dass der einzige Grund, aus dem die Menschheit, einzeln oder vereint, sich in die Handlungsfreiheit eines ihrer Mitglieder einzumischen befugt ist: sich selbst zu schützen. Dass der einzige Zweck, um dessentwillen man Zwang gegen den Willen eines Mitglieds einer zivilisierten Gesellschaft rechtmäßig ausüben darf: die Schädigung anderer zu verhüten.“

Das Mill-Limit gilt noch heute besonders im angelsächsischen Sprachraum als Grundsatz des Liberalismus.
Die vier Freiheiten formulierte US-Präsident Franklin D. Roosevelt am 6. Januar 1941 in seiner Rede zur Lage der Nation, um den US-Bürgern zu sagen, warum sie im Zweiten Weltkrieg, der zu diesem Zeitpunkt für die USA ein lokales Ereignis in Europa war, Position gegen Hitler-Deutschland beziehen sollen. Bürgerliche Freiheiten und Merkmale staatlicher Unabhängigkeit werden miteinander verknüpft:

„Freiheit der Rede, Freiheit Gott auf eigene Weise zu verehren, Freiheit von Not als eine Form internationaler wirtschaftlicher Verständigung, globale Abrüstung.“

Im Existentialismus gilt der Mensch als unbedingt frei. Zugespitzt formulierten Jean-Paul Sartre und Albert Camus getrennt voneinander, der Mensch sei zur Freiheit verdammt. Diese Auffassung basiert darauf, dass hindernde Umstände als gegeben angesehen werden, so dass ihnen keine freiheitsbegrenzende Qualität zukommt. Dies gilt unabhängig davon, ob man die Hindernisse als natürlich, gesellschaftlich oder durch Naturgesetze bedingt ansieht. Beispielhaft wird ein Berg nur dann als Hindernis anzusehen sein, wenn der Mensch zuvor die freie Durchfahrt als Normalzustand definiert, was aber nicht der Fall bzw. nur eine menschliche Setzung sei. Genauso könne ein Mensch, der in einem Turm eingesperrt ist, immer noch frei seinen Ausbruch planen, selbst wenn er damit scheitert, weil das Scheitern nicht die Freiheit begrenzt, sondern Teil der menschlichen Existenz und somit seiner Freiheit sei. Das Besondere an der menschlichen Freiheit bestehe darin, dass er die Wahl habe, sich gedanklich in die Umstände zu fügen oder über diese im Rahmen der stets begrenzten menschlichen Möglichkeiten hinwegzuschreiten. Da sich niemand, auch der Gefangene im Turm nicht, in letzter Konsequenz mit den gegebenen Umständen abfinden muss, bleibt der Mensch frei. Freiheit bedeutet dann aber notwendigerweise, an den gegebenen Umständen, mit denen sich der Mensch gerade nicht abzufinden bereit ist, zu leiden.
Nach der Definition von Friedrich Hayek ist Freiheit ein „Zustand, in dem ein Mensch nicht dem willkürlichen Zwang durch den Willen eines anderen oder anderer unterworfen ist“.
Ralf Dahrendorf entwarf in Versuchungen der Unfreiheit das Konzept eines auf Freiheit beruhenden eigenständigen zielbewussten Denkens.
Niklas Luhmann weist mit Bezug auf die freie Marktwirtschaft auf einen Zusammenhang zwischen Freiheit und Wahrnehmung hin: Freiheit könne auch verstanden werden „als Unerkennbarkeit der Ursache von Freiheitseinschränkungen“.

## Freiheit als Prinzip der konstitutionellen Gesellschaftsordnung

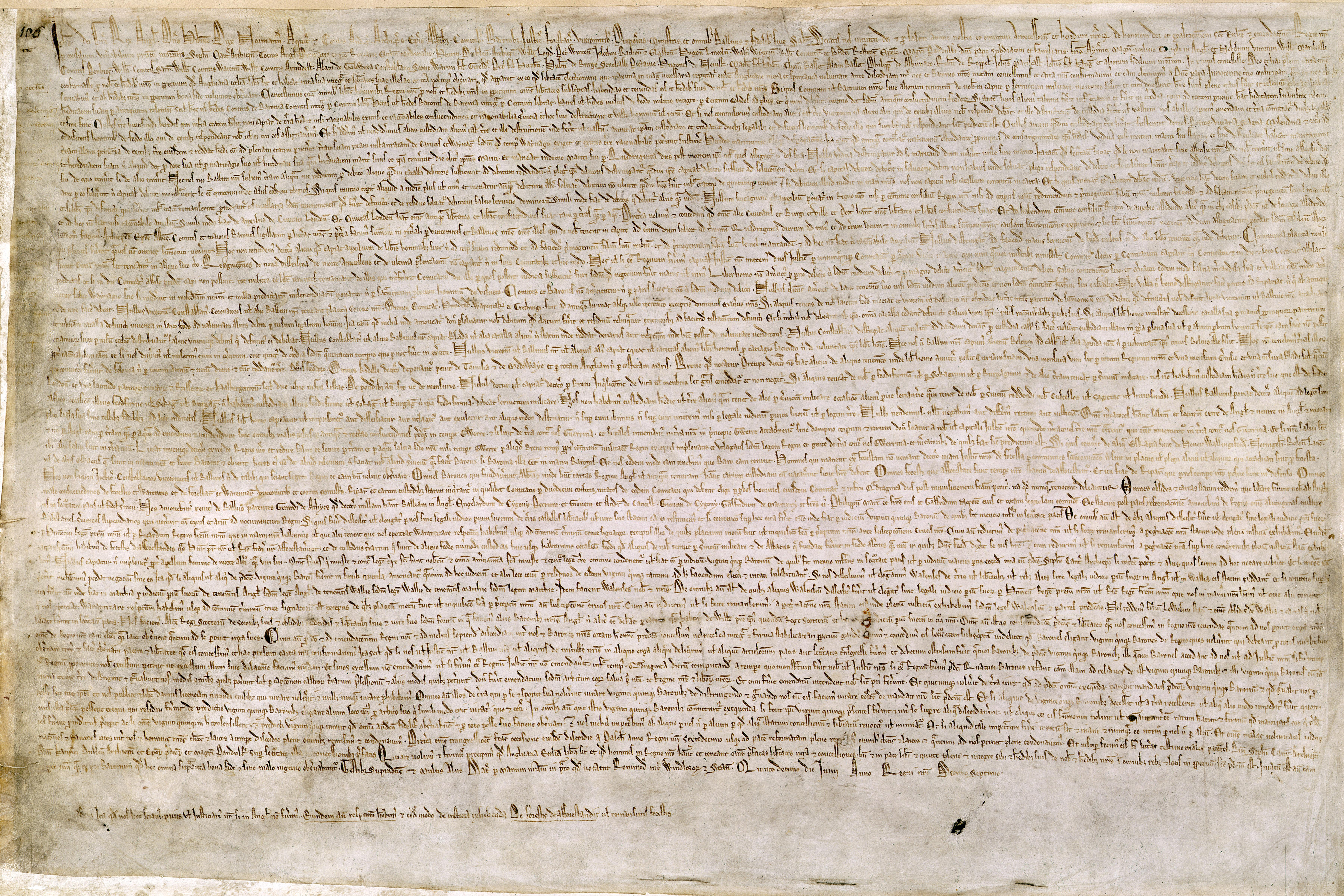
Magna Carta

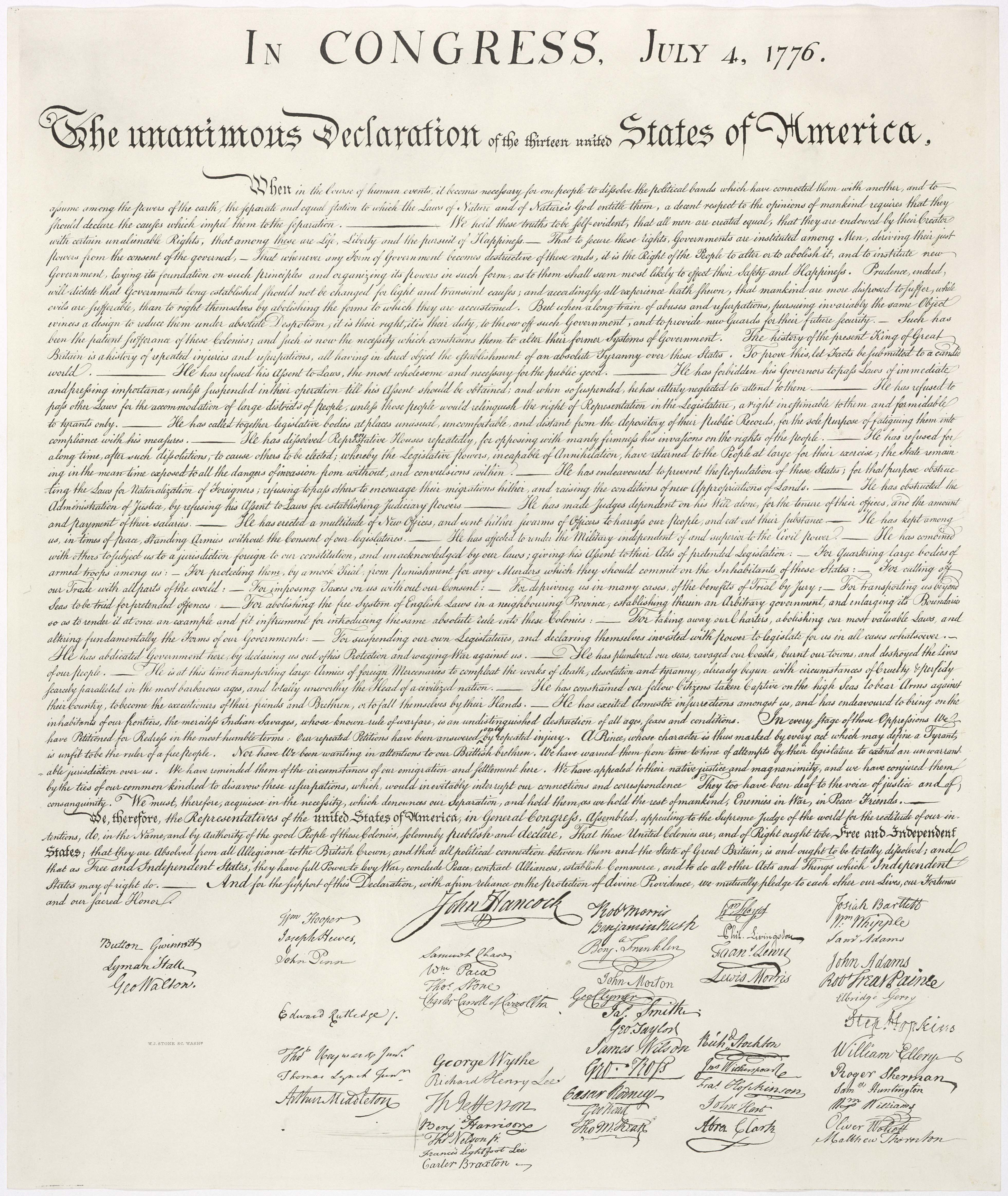
Unabhängigkeitserklärung der Vereinigten Staaten (Nachdruck von 1823)

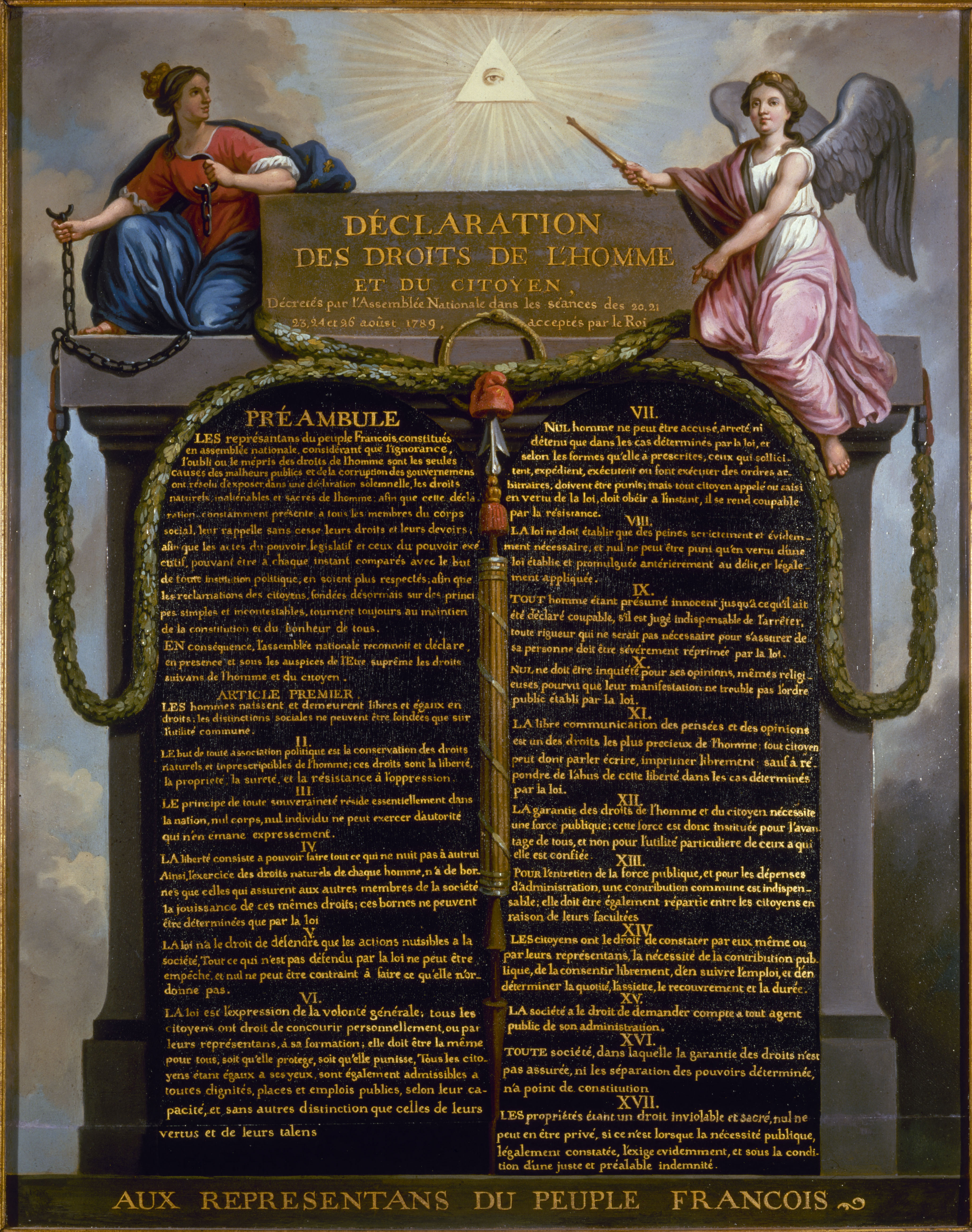
Allgemeine Erklärung der Menschenrechte

Verschiedene Ausprägungen der Freiheit genießen in vielen Staaten den rechtlichen Status von Grundrechten, insbesondere in Form von Freiheitsrechten.
Im Sinne Immanuel Kants soll die Rechtsordnung und damit auch die Staatsordnung ein System vernünftiger Ordnung der Freiheit sein.
Die häufigste Verwendung findet der Freiheitsbegriff heute aber im Bereich der politischen Freiheit. Diese bezeichnet die Rechte des Bürgers, sich am demokratischen Diskurs zu beteiligen und seinen Willen in demokratischer Weise in den politischen Willensbildungsprozess einzubringen. Die politische Freiheit umfasst das aktive und das passive Wahlrecht, d. h. die Rechte, als Wähler und Wählbarer an freien Wahlen teilzunehmen, darüber hinaus auch „politische“ Grundrechte, insbesondere durch Meinungsfreiheit und Versammlungsfreiheit an der „Vorformung“ der demokratischen Willensbildung mitzuwirken.
Die Verfasstheit eines Staates durch eine freiheitliche demokratische Grundordnung bedeutet, dass er, insbesondere die Staatsgewalt, auf die politische Freiheit der Staatsbürger zurückgeführt wird. Darüber hinaus steht die freiheitliche demokratische Grundordnung für eine Gesellschaft, in der bestimmte Freiheiten, wie die Menschenwürde und das Recht auf Leben, auch freiwillig unter Privaten nicht aufgegeben werden können.
Im Kern wird eine freiheitliche Staatsordnung durch Rechtsstaatlichkeit (insbesondere durch Grundrechte) und durch Demokratie und Marktwirtschaft gewährleistet. In der Verwirklichung einer solchen freiheitlichen demokratischen Grundordnung wird vielfach auch die Schaffung einer Zivilgesellschaft oder Bürgergesellschaft gesehen.
Die Legitimität der freiheitlichen Demokratie wird herkömmlicherweise auf zwei Weisen begründet: als Prinzip, welches entweder zum Wohle der Menschen dient oder es anerkennt und voraussetzt. Während Ersteres der angloamerikanischen Schule zugeordnet wird, gilt Letzteres als kontinentaleuropäisch. Trotz dieser Zuordnung stellt heute kein politisches System eine Reinform einer dieser Schulen dar.
Zurückgehend auf Adam Smith setzt die Freiheit als Ordnungsprinzip gerade keinen Altruismus der zu befreienden Menschen voraus. Der Bäcker soll seine Brötchen nicht aus Altruismus zur Verfügung stellen, sondern aus egoistischem Gewinnstreben heraus. Dieses Gewinnstreben soll nun dazu führen, dass sich der Bäcker darum bemüht, sich optimal auf die an ihn herangetragenen Bedürfnisse seiner Kunden / potenziellen Kunden anzupassen. Freiheit als gesellschaftliches Ordnungsprinzip soll demnach ein gutes Verhalten unabhängig von der moralischen Integrität der beteiligten Personen befördern. Auf Dauer sollen so positive Verhaltensweisen verstetigt und die allgemeine Moral befördert werden.
Die kontinentaleuropäische Sichtweise betont hingegen, dass Freiheiten auch zu Lasten Dritter missbraucht werden können. Trotzdem gesteht auch diese Schule dem Individuum weitreichende Freiheitsrechte zu. Dies wird damit begründet, dass der Mensch im Kern gut sei und er deshalb zugestandene Freiheiten regelmäßig zum Guten gebrauchen wird. Allerdings hat der Staat hier anders als nach der angloamerikanischen Sichtweise die Aufgabe, über die Folgen der Freiheitsanwendung zu wachen, schädliche Freiheitsanwendungen zu unterbinden und unerwünschte Folgen des Freiheitsgebrauches abzumildern oder zu beseitigen.
Die Stärke des angloamerikanischen Ansatzes besteht darin, dass empirische Beispiele für Freiheitsmissbrauch nicht zu einer Negierung des Prinzips der Freiheit führen. Dieser theoretischen Stärke entspricht die Rolle der USA als freiheitlicher Garantiemacht im 20. Jahrhundert.
Die Stärke des kontinentaleuropäischen Ansatzes besteht hingegen darin, dass trotz des liberalen Grundansatzes Missstände nicht nur der Selbstregulation, sondern auch einem aktiven staatlichen Eingreifen und somit oftmals einer rascheren Behebung zugänglich sind. Dieser theoretischen Stärke entsprechen die soziale Absicherung, ein engerer marktwirtschaftlicher Ordnungsrahmen und die vergleichsweise höheren Ausgaben für Entwicklungszusammenarbeit der kontinentaleuropäischen Länder.

## Freiheit als Prinzip der Wirtschaftsordnung
Wenn wirtschaftliche Freiheit das einer Wirtschaftsordnung zugrundeliegende Prinzip ist, wird jene als freie Marktwirtschaft bezeichnet. In einer Marktwirtschaft treffen Angebot und Nachfrage grundsätzlich ohne staatliche Lenkung „frei“ aufeinander. Als steuerndes Element für die Entwicklung von Angebot und Nachfrage wirkt der Preis, welcher sich seinerseits entsprechend dem bestehenden Angebot und der bestehenden Nachfrage bildet. Merkmale der freien Marktwirtschaft sind Privateigentum, Vertragsfreiheit, Gewerbefreiheit, Konsumentenfreiheit, freie Berufswahl, freier Marktzugang und freier Wettbewerb.
Der Marktfreiheit des Marktteilnehmers entspricht in der freien Marktwirtschaft seine Verantwortlichkeit. Verantwortlichkeit bedeutet, dass dem Marktteilnehmer einerseits im Erfolgsfall der aus der Handlung entstehende Gewinn als persönlicher Profit und andererseits im Falle des Misserfolgs die Haftung für die durch das freie Verhalten verursachten Schäden zugeordnet werden.
Gerade im Bereich der Marktfreiheit wird erkennbar, dass einmal bestehende Freiheit kein Zustand ist, der sich ohne Weiteres selbst erhält. So können in einem freien Markt im Sinne völliger staatlicher Zurückhaltung, Unternehmen aus dem freien Wettbewerb heraus auch nach einer marktbeherrschenden Stellung bis hin zu einem Monopol streben. Ziel einer solchen marktbeherrschenden Stellung ist es regelmäßig, den freien Markt im Sinne von Wettbewerb zum Zwecke der Gewinnmaximierung zu begrenzen oder sogar auszuschalten. Kernelement der Sozialen Marktwirtschaft ist daher der Schutz des Marktes vor seinen eigenen Ergebnissen insbesondere durch staatliches Kartellrecht. Außerdem gehört es zur sozialen Marktwirtschaft, dass der Staat dort regulativ eingreift, wo einem freien Marktverhalten im Falle des Misserfolgs keine ausreichende Haftung gegenüber stünde.

## Grundrechte als garantierte Freiheit
Der Begriff Freiheit wird im Grundgesetz für die Bundesrepublik Deutschland nicht explizit definiert. Die Verfassung legt den Bürger nicht auf eine Theorie der Freiheit fest, wie sie in der Philosophie, etwa in der Aufklärung, vielfach unterschiedlich behandelt wurde (siehe Kapitel 4). Aus dem, was Freiheit ist, ist vielmehr in der Verfassung in Form der Grundrechte ein Bukett vieler Freiheiten geworden. Rechte sind Freiheiten. Grundrechte gelten als Fälle der freien Entfaltung der Persönlichkeit (im Sinn von Art. 2 I GG). Auf diese Weise ist die Freiheitslehre im Grundgesetz direkt thematisiert. Unsere Verfassung ist nicht verständlich ohne einen doppelten Begriff der Freiheit: Die Freiheit der Grundrechte bedarf der Beschränkung durch die Gesetzgebung, deren Ausübung in Anlehnung an Immanuel Kant selbst wieder als Freiheit verstanden werden kann. Dabei ist die Freiheit der Grundrechte selbst doppelschichtig im vorgenannten Sinn: Im Grundrecht wird das Belieben des Einzelnen durch die Institution beschränkt, innerhalb deren dieses Belieben ausgeübt werden kann. Private Autonomie ist durch öffentliche Autonomie begrenzt.
Bürger demokratisch verfasster Staaten genießen regelmäßig verfassungsmäßig garantierte Freiheit in Form von Grundrechten (dazu auch Bürgerrechte, Menschenrechte). Die Grundrechte garantieren einen Kernbereich, in welche der Staat nicht eingreifen darf und der auch zwischen privaten Personen regelmäßig zu achten und zu respektieren ist. Neben einigen Gleichheitsrechten werden durch Grundrechte vor allem Freiheitsrechte gewährleistet.
Wesentliche Grundfreiheiten sind die allgemeine Handlungsfreiheit, die allgemeine Vertragsfreiheit, das Recht auf Leben und körperliche Unversehrtheit, die Religionsfreiheit, dieser nahe auch die Freiheit der Weltanschauung und des Gewissens, die Meinungsfreiheit, der Schutz von Ehe und Familie, die Pressefreiheit, die Kunstfreiheit, die Wissenschaftsfreiheit, die Koalitionsfreiheit, die Versammlungsfreiheit, das Post- und Fernmeldegeheimnis sowie die informationelle Selbstbestimmung, die allgemeine Freizügigkeit, die Berufsfreiheit, der Eigentumsschutz einschließlich der Testierfreiheit, die Unverletzlichkeit der Wohnung und das Asylrecht.
In den Rahmen der durch Artikel 1 I GG gewährleisteten Menschenwürde gehört neben den genannten Grundrechten das Recht des Bürgers – seine Freiheit – zur politischen Mitbestimmung (Art. 1 I GG, ausgestaltet in Art. 20 I, II GG). Der Schwerpunkt liegt in dem Recht, durch Wahlen den Gesetzgeber einzusetzen und dadurch an der Gesetzgebung mitzuwirken. Historisch handelt es sich bei dem Recht der politischen Mitbestimmung um das vierte Menschenrecht neben Leben, Freiheit und Eigentum.
Kraft der Grundrechte erhält der Einzelne gegenüber der staatlichen Gemeinschaft eine eigenständige Position zugewiesen, die er rechtsstaatlich durchsetzen kann und kraft derer er prinzipiell in die Lage versetzt sein soll, über sein Leben selbst zu bestimmen, dieses nach eigenen Vorstellungen zu gestalten und sich hierbei auch mit anderen zu verbinden, um so maßgeblichen Einfluss auf die gesamtgesellschaftliche Entwicklung zu nehmen.
Rechtlich ist das Konzept der Grundrechte über den von den meisten Staaten der Welt ratifizierten Pakt für bürgerliche und politische Rechte weltweit anerkannt; die tatsächliche Umsetzung ist allerdings bei Weitem nicht durchgehend gewährleistet und auch in demokratisch entwickelten Staaten nie vollständig gesichert.

## Freiheit und andere Werte
Individuelle Freiheit als Selbstbestimmung steht in einem natürlichen Zusammenhang und Spannungsverhältnis zu anderen Werten.
Es besteht ein klassisches Spannungsverhältnis zwischen Freiheit einerseits und Sicherheit bzw. öffentlicher Ordnung andererseits. Einerseits bedingen Freiheit und Sicherheit einander. Nur ein Mensch, der über ein ausreichendes Maß an Sicherheit verfügt, kann sich auch frei verhalten. Umgekehrt kann auch nur ein freier Mensch die ihm notwendig und wichtig erscheinenden Lebensumstände, zu denen auch die Sicherheit gehört, frei erhalten. Andererseits aber können Freiheit und Sicherheit auch in Konflikt zueinander geraten, wenn zum Beispiel die gewährte Freiheit des Einen zur Gefährdung der Sicherheit des Anderen führt. Eine stabile öffentliche Ordnung ist der Freiheit grundsätzlich dienlich. Die dafür notwendigen Maßnahmen können aber wiederum eine empfindliche Einschränkung der Freiheit (Überwachung, Zensur) zur Folge haben. Es kommt daher darauf an, die Eingriffe in die Freiheit auf das notwendige Maß zu begrenzen und die Notwendigkeit daran zu bemessen, ob im Ergebnis ein allgemeiner Freiheitsgewinn steht. Benjamin Franklin hat als politische Maxime zum Umgang mit dem Spannungsverhältnis erklärt: „Wer die Freiheit aufgibt, um Sicherheit zu gewinnen, der wird am Ende beides verlieren.“
Heute wird teilweise auch ein Spannungsverhältnis zwischen Freiheit einerseits und einer als gerecht empfundenen größeren materiellen Gleichheit andererseits empfunden. Dieses Spannungsverhältnis ist bereits in der Französischen Revolution durch die Forderungs-Trias von „Freiheit, Gleichheit, Brüderlichkeit“ umschrieben. Während sich dort die Gleichheit allerdings zunächst nur auf die Gleichheit vor dem Gesetz bezog, wurde später und wird heute in der allgemeinen Debatte eine größere materielle Gleichheit als zentrale Wertvorstellung genannt. Dabei kann eine Chancengleichheit von einer angestrebten Gleichverteilung der Güter unterschieden werden. Beide stehen in unterschiedlichen Spannungsverhältnissen zur Freiheit, etwa in Bezug auf den Genuss des Eigentums oder in Bezug auf die Möglichkeit, durch Verdienst gesellschaftliche Anerkennung zu erreichen. Während liberale Kräfte eine staatliche Aufgabe lediglich in der Herstellung von Chancengleichheit erblicken, führen sozialistische bzw. sozialdemokratische Kräfte auch die größere Ergebnisgleichheit als anzustrebendes Ziel und letztlich auch als staatliche Aufgabe an.

## Konzepte der politischen Ideologien

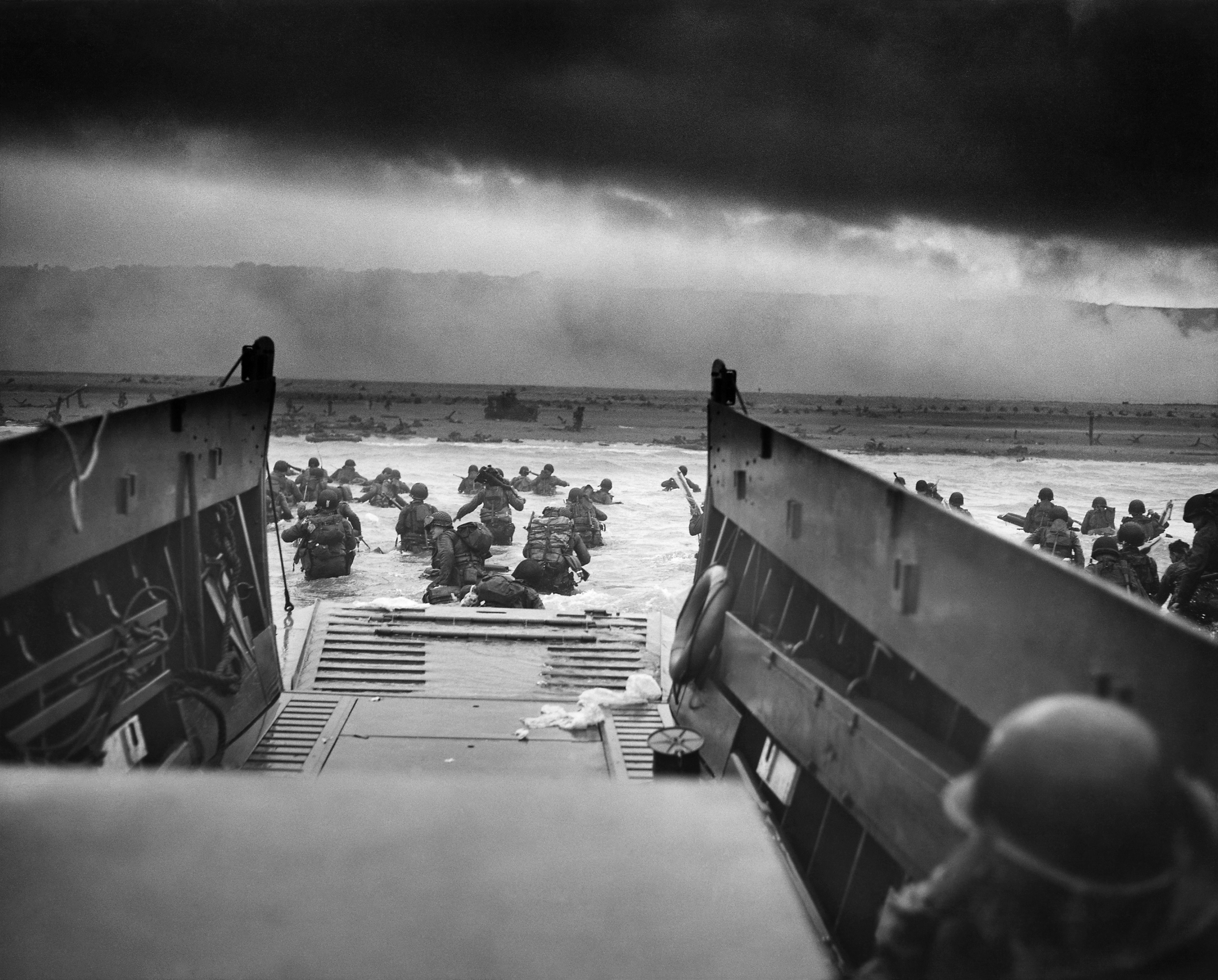
Into the Jaws of Death: D-Day, 6. Juni 1944 – Beitrag zur Befreiung Europas vom Faschismus

Freiheit gehört zu den wichtigsten, komplexesten und folgenreichsten politisch-philosophischen Begriffen der Neuzeit. Da kaum eine soziale, politische oder moralphilosophische Strömung darauf verzichten kann, sich allgemein zur Freiheit zu bekennen, setzen die unterschiedlichen Zielsetzungen unterschiedlich definierte Freiheitsbegriffe und unterschiedliche Einordnungen des Freiheitsbegriffes voraus.
Der Liberalismus betont besonders die individuelle Freiheit. Klassische Themenfelder des Liberalismus sind daher Menschenrechte, die in Form von verfassungsmäßigen Grundrechten gefordert und verteidigt werden. Kollektive Freiheit wird im Liberalismus regelmäßig auch auf das Individuum zurückgeführt und findet ihren Ursprung in der Vertragsfreiheit. Er setzt die Freiheit somit in Gegensatz zum Kollektivismus. Damit wird etwa auch der ökonomische Liberalismus begründet.
Der Anarchismus beklagt einen Mangel an Freiheit aufgrund bestehender Macht- und Herrschaftsstrukturen. Er lehnt jedwede Herrschaftsform, also auch solche, die demokratisch oder wohlfahrtsorientiert begründet sind, kategorisch ab. Selbstbestimmung und Selbstverwirklichung, die im Anarchismus erstrebt werden, sollen Freiheit gerade ohne herrschaftsgebundenen Ordnungsrahmen ermöglichen.
Der klassische Konservatismus sieht die menschliche Freiheit durch menschliche Determiniertheit, Moral, und durch höhere Mächte (etwa: Gott) beschränkt. Einzelne moderne Ausprägungen des Konservatismus halten hingegen oftmals gerade an traditionellen liberalen Grundüberzeugungen fest, sodass sich im Bereich des modernen Konservatismus ein weites Spektrum zwischen Freiheitsbefürwortung und Freiheitsskeptizismus entwickelt hat. Insbesondere werden hierbei von den einzelnen Strömungen unterschiedliche Gewichtungen der Freiheit, der Gerechtigkeit und der Solidarität aus konservativer Sicht vorgenommen.
Der Sozialismus und Kommunismus strebt die Freiheit der Arbeiterklasse von den Mechanismen und Folgen, vor allem Ausbeutung und Unterdrückung, der kapitalistischen Produktionsweise an. Marx sah in der kapitalistischen Produktionsweise die Ersetzung persönlicher Freiheiten durch die Freiheit des Handels, der Tauschwert tritt an die Stelle der persönlichen Würde. „Erst wenn der wirkliche individuelle Mensch den abstrakten Staatsbürger in sich zurücknimmt und als individueller Mensch in seinem empirischen Leben, in seiner individuellen Arbeit, in seinen individuellen Verhältnissen Gattungswesen geworden ist, erst wenn der Mensch seine ‚forces propres‘ als gesellschaftliche Kräfte erkannt und organisiert hat und daher die gesellschaftliche Kraft nicht mehr in der Gestalt der politischen Kraft von sich trennt, erst dann ist die menschliche Emanzipation vollbracht.“ Der Marxsche Grundsatz, dass die „freie Entwicklung eines jeden die Bedingung für die Entwicklung aller“ ist, erfuhr in den realsozialistischen Staaten Mittel- und Osteuropas oftmals sein Gegenteil. Freiheiten wurden dann gewährt, wenn sie den Diskurs des vorgegebenen politisch-gesellschaftlichen Systems nicht verließen.
Der Nationalismus kennt vor allem die Freiheit des eigenen Volkes, etwa von Fremdherrschaft oder als Selbstbestimmungsrecht der Völker.
Im Totalitarismus (dazu Faschismus, Nationalsozialismus, Stalinismus), hat sich das Individuum dem Volksganzen oder dem Willen des „Führers“ unterzuordnen. Totalitäre Systeme zeichnen sich dadurch aus, dass sie individuelle Freiheit grundsätzlich ablehnen bzw. nur im Rahmen einer dem totalitären Ziel dienenden Funktion zugestehen.

## Bestimmung von Grenzen der Freiheit

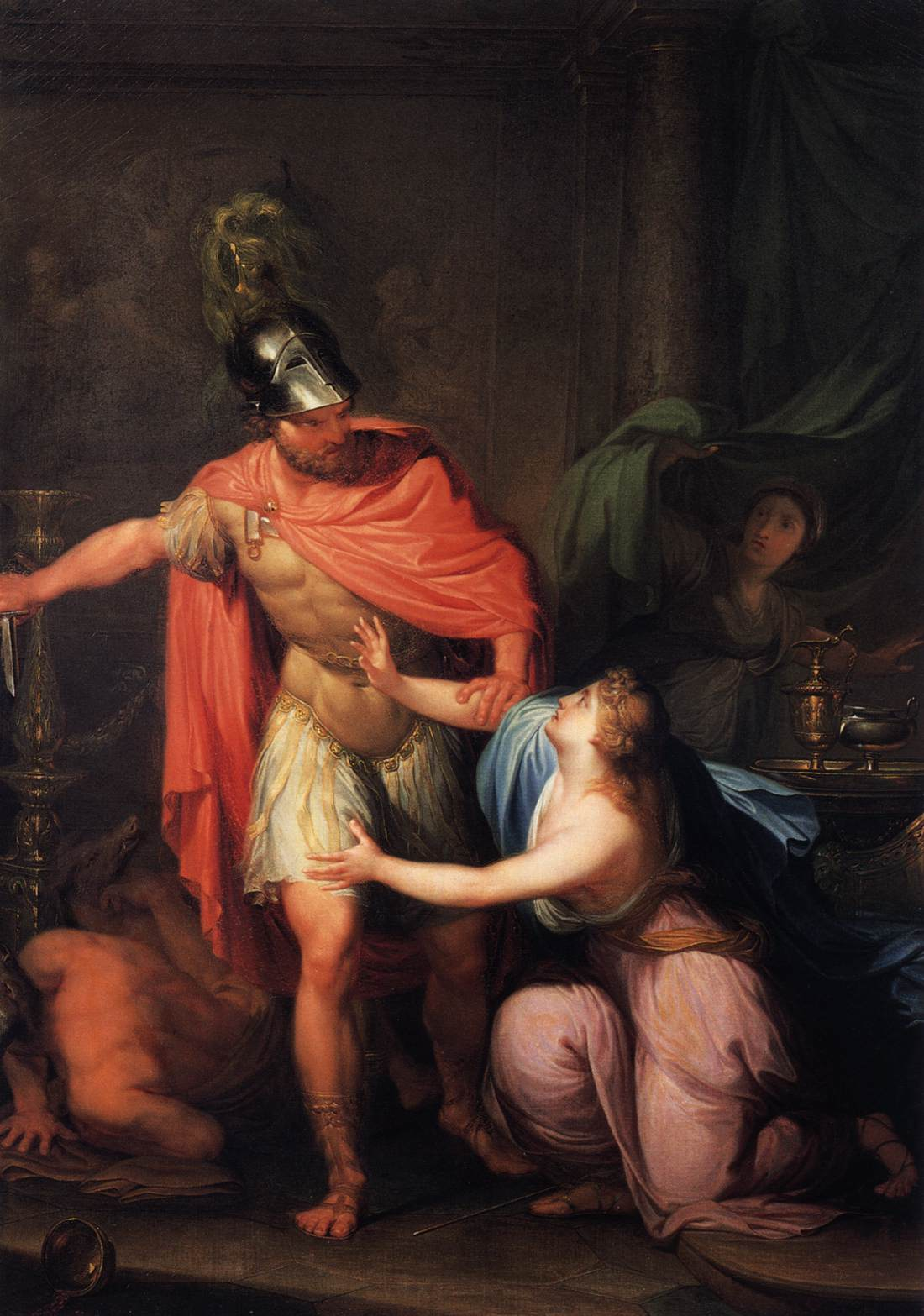
Hubert Maurer: Odysseus und Circe – Odysseus gilt spätestens seit Horkheimer und Adorno als Archetyp eines im bürgerlichen Sinne freien Menschen.

Ausgehend vom Mill-Limit, wonach der Freiheitsgebrauch dort zu limitieren ist, wo eine Schädigung Dritter erfolgt, stellt sich die theoretische Frage, wie diese Grenze zu bestimmen ist. Das Mill-Limit gilt besonders in angloamerikanischen Ländern bis heute als Grundlage des Liberalismus.
Nicht jede Schädigung reicht aus, um eine Freiheitsbeschränkung zu rechtfertigen. Die Schädigung muss wiederum drei Kriterien erfüllen, um eine Einschränkung des zugrundeliegenden Freiheitsgebrauchs zu rechtfertigen. Erstens muss die Schädigung über eine gewisse Lästigkeit hinausgehen, zweitens darf es für die Schädigung keine überwiegenden rechtfertigenden Gründe geben und drittens muss die Schädigung auch mit einer die konkrete Einschränkung rechtfertigenden ausreichenden Wahrscheinlichkeit eintreten.
Würde bereits jede Lästigkeit als Schädigung ausreichen, wären selbst einfache Freiheitsbetätigungen nicht mehr möglich, weil sich quasi an jedem Verhalten jemand anderes stören kann, selbst am leise gesprochenen höflichen, aber vernehmbaren Wort, an einem Spaziergang auf freiem Feld oder daran, eine bestimmte Kleidung öffentlich sichtbar zu tragen. Eine Schädigung kann in diesem Sinne daher nur dort angenommen werden, wo ein anderer Mensch in einer erheblichen Weise in seinem eigenen Freiheitsgebrauch gestört wird.
Zudem ist der Nutzen, den ein konkreter Freiheitsgebrauch verspricht, bei der Frage, ob ein hiergegen gerichteter Einschränkungsanspruch gerechtfertigt ist, angemessen zu berücksichtigen bzw. abzuwägen. So kann es als angemessener, nicht einzuschränkender Freiheitsgebrauch angesehen werden, etwa einen Flughafen mit Lärmemissionen zu betreiben, obwohl eine gleich große und gleich regelmäßige Lärmemission an selber Stelle für private Feste unzulässig wäre. Der Unterschied besteht darin, dass ein Flughafenbetrieb zwar die Freiheit Dritter vor störendem Lärm genauso beeinträchtigt wie ständige private Großfeste, der öffentliche Nutzen des Flughafenbetriebs aber so hoch eingeschätzt werden kann, dass auch ein erhöhtes Maß an Störung möglicherweise keine Freiheitseinschränkung in Form eines Flugverbots rechtfertigt.
Schließlich erfordert eine Freiheitseinschränkung, dass die befürchtete Schädigung mit einer hinreichenden Wahrscheinlichkeit eintritt. Grundsätzlich ergibt sich aus der Chaostheorie, dass jedes menschliche Verhalten auch eine unüberschaubare Kausalkette in Bewegung setzen kann, die ihrerseits auch unerwünschte Freiheitsbeschränkungen Dritter auszulösen vermag. Damit eine Einschränkung der Freiheit gerechtfertigt ist, muss die Freiheitseinschränkung beim Dritten nicht als sicheres Ereignis gelten, wohl aber so wahrscheinlich sein, dass schon die Möglichkeit dieses Eintritts nicht zu rechtfertigen ist. Ob ein Verhalten zu beschränken ist, hängt somit insbesondere auch von der Wahrscheinlichkeit ab, mit der ein Verhalten eine konkrete Schädigung auslöst.
Ohne die genannten drei Ergänzungen zum Mill-Limit (Erheblichkeit, fehlende Rechtfertigung, Wahrscheinlichkeit) wäre freies menschliches Verhalten theoretisch nie zulässig. Umgekehrt sind alle drei Ergänzungen von Werturteilen abhängig. Welche Verletzungen als erheblich angesehen werden, welcher Nutzen oder potenzielle Nutzen als Rechtfertigung ausreichen soll und wie viel Risiko akzeptabel ist, bzw. umgekehrt, ab welcher Realisierungswahrscheinlichkeit ein schadensgeneigtes Verhalten gerade nicht mehr hingenommen werden soll, wird in verschiedenen Zeiten von verschiedenen Gesellschaften unterschiedlich zu beantworten sein. Faktoren hierbei sind zum Beispiel die allgemeine Risikoneigung einer Gesellschaft, die subjektiv-emotionale Einschätzung bestimmter Risiken, die Gewöhnung an gewisse Gefährdungssituationen und die normative Beurteilung bestimmter Schutzgüter bzw. bestimmter rechtfertigender Nutzen.
Die normativen Setzungen für die Rechtfertigung von Freiheitseinschränkungen können somit nicht abstrakt-absolut definiert werden, sondern müssen konkret im Einzelfall bestimmt werden. Diese Bestimmung unterliegt in Demokratien wiederum bestimmten Gesetzgebungsverfahren. Das theoretische Problem der Bestimmung von Freiheitsgrenzen durch demokratische Verfahren besteht darin, dass individuelle Freiheit nach dem Mill-Limit gerade aus sich heraus schützenswert ist und also nicht abhängig von einer Gewährung durch eine demokratische Mehrheit sein soll. Die Begründungspflicht verbleibt somit auch bei demokratischer Legitimation bei denjenigen, die einen bestimmten Freiheitsgebrauch einschränken wollen.
Diese Sichtweise hat sich in der Verfassungswirklichkeit der westlichen Demokratien weitgehend durchgesetzt und dazu geführt, dass auch Mehrheitsentscheidungen einer an den Freiheitsrechten ausgerichteten (Verfassungs-)Gerichtsbarkeit (etwa dem Obersten Gericht oder dem Europäischen Gerichtshof) unterworfen sind.
Ein Thema, welches bislang noch wenig Beachtung gefunden hat, ist die Konfrontation der Freiheit mit dem Thema Körperbehinderung. Das Übereinkommen über die Rechte von Menschen mit Behinderungen, das Deutschland 2009 ratifizierte, geht davon aus, dass es nicht mehr die Behinderung an sich ist, die Menschen einschränkt, sondern eine nicht in allen Bereichen barrierefreie Umwelt.

## Freiheitsindex
Als Freiheitsindex (englisch: freedom index) wird eine Messgröße bezeichnet, welche die Gesamtheit oder einen Teilbereich der individuellen oder kollektiven politisch-zivilen oder wirtschaftlichen Freiheiten eines Landes beschreiben helfen soll und auf der Grundlage von Datenerhebungen meist quantitativer Art gebildet wird. Die Indizes sind mit Ratings verbunden, auf denen die Länder zum Beispiel nach ihrer wirtschaftlichen oder politischen Freiheit oder spezieller bspw. nach dem Grad ihrer Marktöffnung angeordnet werden.

## Wissenschaftsjahr 2024
Das deutsche „Wissenschaftsjahr 2024“ befasst sich mit dem Begriff.